# Zuflucht (Buddhismus)
Zuflucht (Sanskrit, n., त्रिशरण, triśaraṇa/Trisharana; Pali: tisaraṇa; „dreifache Zuflucht“) ist ein zentraler Begriff im Buddhismus. Durch die Zufluchtnahme zu den drei Juwelen = Buddha, Dharma, Sangha erklärt man sich nach außen zum Buddhisten. Zufluchtnahme bedeutet, diese Drei Juwelen zu den wesentlichen Pfeilern der persönlichen Glaubens- und Lebenspraxis werden zu lassen, sich also am Buddha, seiner Lehre und der Gemeinschaft zu orientieren. Die Zufluchtnahme kann im Rahmen einer Zeremonie (im Rahmen einer buddhistischen Gemeinschaft) erfolgen und wird in der Regel mit einer Verpflichtung auf die so genannten Fünf Silas, die sittlichen Übungsregeln, verknüpft.
Nach der Zufluchtnahme zu Buddha, Dharma und Sangha soll man keine weitere Zuflucht zu unerleuchteten Wesen (Gott, Göttern) nehmen, da diese einem letztlich nicht dabei behilflich sind, Samsara zu überwinden und Nirvana zu erlangen.
Die Zufluchtnahme geschieht zu dem Buddha als Lehrer, dem Dharma als Richtschnur und der „erwachten“ Sangha als Vorbild.

## Voraussetzung
Zuflucht basiert auf der Erkenntnis und Anerkennung der Möglichkeit, dass jedes Lebewesen das Potential und die Möglichkeit besitzt, sich vollständig vom Leid zu befreien und dass es Wesen gibt, die das erreicht haben und einen selbst auf dem Weg dahin unterstützen. Den Weg geht man aber letztlich selbst, es kann einem von niemandem abgenommen werden. Jeder trägt die volle Verantwortung für den eigenen Weg.

## Vorsätze
Wenn man sich entscheidet, Zuflucht zu nehmen, legt man sich auf den buddhistischen Pfad fest. Dazu gehört, die Vorsätze oder Gelöbnisse einzuhalten, insbesondere den Vorsatz, keinem Lebewesen zu schaden. Dieser obligatorische Vorsatz ist immer stillschweigend mit der Zufluchtnahme verbunden.
Je nach Tradition und Lehrer können sich die Vorsätze und Formulierungen unterscheiden.
Diese fünf Vorsätze (Fünf Silas) können zusätzlich als Bestandteil der Zuflucht angesehen werden:
1. Nicht töten: Bezieht sich sowohl auf Menschen als auch auf Tiere, beide sind fühlende Wesen.
2. Nicht stehlen: Nichts zu nehmen, was nicht gegeben wurde.
3. Kein sexuelles Fehlverhalten: Ausübung von Sex nur zwischen erwachsenen Partnern, die nicht anderweitig gebunden sind.
4. Nicht lügen: Kann auf alle Formen der Lüge bezogen werden.
5. Keine berauschenden Mittel nehmen: Bezieht sich traditionell auf Alkohol, aber auch jede andere Substanz, die den Geist trübt, sollte vermieden werden.

## Zufluchtsformeln
Die dreifache Zuflucht wird schon im Pali-Kanon, der ältesten Schriftensammlung des Buddhismus, mehrfach erwähnt (siehe „Quellen zur Zuflucht“). Die Zufluchtsformel mit der vorangestellten Verehrung, wie sie im Folgenden wiedergegeben ist, findet sich wörtlich in der Kürzeren Sammlung des Suttapitaka. Sie wird bis in die heutige Zeit in verschiedenen buddhistischen Traditionen rezitiert. Oft wird sie nicht in der Landessprache, sondern in Pali oder Sanskrit rezitiert.
- Verehrungsformel (Namaskara), der Zufluchtnahme vorangestellt:

Pali:
Namo Tassa Bhagavato Arahato Sammāsambuddhassa. (3x) (dt: Verehrung ihm, dem Erhabenen, dem Heiligen, dem vollkommen Erwachten.)
Sanskrit:
Namo Buddhāya (dt: Verehrung sei dem Buddha)
Namo Dharmāya (dt: Verehrung sei dem Dharma)
Namo Saṃghāya (dt: Verehrung sei dem Sangha)
- Traditionelle Zufluchtsformel (Pali):

Buddhaṃ saraṇaṃ gacchāmi. (dt: Ich nehme Zuflucht zu/zum Buddha)
Dhammaṃ saraṇaṃ gacchāmi. (dt: Ich nehme Zuflucht zum Dharma/Dhamma)
Saṅghaṃ saraṇaṃ gacchāmi. (dt: Ich nehme Zuflucht zur/zum Sangha)
Dutiyampi Buddhaṃ saraṇaṃ gacchāmi. (dt: Zum zweiten Male nehme ich...)
Dutiyampi Dhammaṃ saraṇaṃ gacchāmi.
Dutiyampi Saṅghaṃ saraṇaṃ gacchāmi.
Tatiyampi Buddhaṃ saraṇaṃ gacchāmi. (dt: Zum dritten Male nehme ich...)
Tatiyampi Dhammaṃ saraṇaṃ gacchāmi.
Tatiyampi Saṅghaṃ saraṇaṃ gacchāmi.
- Zufluchtsformel aus dem Mahayana:

Zusammen mit allen Lebewesen
nehme ich von heute an,
bis die Essenz der Erleuchtung erlangt ist,
Zuflucht zu Buddha als Lehrer,
Zuflucht zu seiner Lehre, die aus überliefertem und innerlich verwirklichtem Wissen besteht, und
Zuflucht zur Gemeinschaft der erhabenen Wesen.

## Grade der Zuflucht gemäß Atisha
Gemäß Atishas Leuchte für den Weg (11. Jahrhundert) und der in der Folge stehenden Lamrim-Tradition, die von Tsongkhapa begründet wurde, kann man verschiedene Grade der Zufluchtnahme unterscheiden:
Zur Unterscheidung dienen die Absichten des Praktizierenden, wobei das Konzept der Bereiche verwendet wird:
1. Weltlicher Bereich bedeutet Zuflucht zu nehmen, um sein Leben zu verbessern (kein Buddhist)
2. Niedrigster buddhistischer Bereich bedeutet, Zuflucht zu nehmen, um eine höhere Wiedergeburt zu erlangen und dadurch die niedrigen Daseinsbereiche zu vermeiden.
3. Mittlerer buddhistischer Bereich bedeutet, Zuflucht zu nehmen, um Nirvana zu erlangen.
4. Hoher buddhistischer Bereich bedeutet, Zuflucht zu nehmen, um ein Buddha zu werden.
5. Höchster buddhistischer Bereich wird manchmal erwähnt, bedeutet Zufluchtnahme, um Buddhaschaft in diesem Leben zu erlangen (durch die Anwendung buddhistischer Tantra-Techniken).

## Zuflucht zum Guru
Im Vajrayana-Buddhismus nimmt man auch Zuflucht zu den Gurus, den jeweiligen Lamas. Diese repräsentieren für die Schüler die vollkommenen Qualitäten des Buddha und sind Vermittler des Dharma. In der eigentlichen Zufluchtzeremonie wird aber auch hier meist nur Zuflucht zu Buddha, Dharma und Sangha genommen. Man verpflichtet sich dabei weder einem Lama (Lehrer), noch einem Zentrum, noch einer Tradition oder einer Gruppe, sondern ausschließlich Buddha, Dharma und Sangha. Die Zuflucht zum Guru ist eine fortgeschrittene Übung (Guruyoga) im Vajrayana-Buddhismus.